# Comer Strait
Comer Strait är ett sund i Kanada.   Det ligger i territoriet Nunavut, i den östra delen av landet, 2 300 km norr om huvudstaden Ottawa. Comer Strait ligger vid ön Qikiqtaaluk.
Trakten runt Comer Strait består i huvudsak av gräsmarker. Trakten runt Comer Strait är nära nog obefolkad, med mindre än två invånare per kvadratkilometer.